# Fulgatore
Fulgatore is een plaats (frazione) in de Italiaanse gemeente Trapani.